# 安興紙業集團
安興紙業集團有限公司，簡稱安興紙業集團，以及安興紙業（英語：On Hing Paper Holdings Limited）在1973年由姚國安先生（主席、總裁）家族創立。
現時主要業務在广东、上海、天津、北京、江苏、广西、山东、湖南、香港等地區生產各類紙品，包括复印纸、电打纸、传真纸、收银纸、本册、艺术纸品、卫生纸品、表格票据、防伪印刷、包装印刷等紙類。
而總部位於則在香港九龍觀塘偉業街108號絲寶國際大廈8樓806至811室。

## 連結
- OnHing.com* （页面存档备份，存于）
- axzy168.com.cn